# John Stevenson (réalisateur)
John Stevenson est un réalisateur, acteur et animateur britannique né en 1958.

## Filmographie

### Réalisateur
- 1995 : Félix le Chat (1 épisode)
- 2004-2005 : Le Roi de Las Vegas (4 épisodes)
- 2008 : Kung Fu Panda avec Mark Osborne
- 2012 : The Polar Bears
- 2018 : Sherlock Gnomes
- prochainement : The Ark and the Aardvark

### Acteur
- 2000 : In the Wake
- 2003 : Security : M. Rasch
- 2008 : Kung Fu Panda : un garde rhinocéros
- 2013 : Cleaners : un pharmacien (1 épisode)
- 2015 : Back to the Future: The Animated Series Revisited

### Animateur
- 1990 : The Dreamstone
- 1991 : Retour vers le futur (7 épisodes)
- 1994-2000 : The Moxy Pirate Show
- 1995 : Félix le Chat (1 épisode)
- 1995-2000 : The Moxy Show
- 2001 : Shrek
- 2002 : Spirit, l'étalon des plaines
- 2003 : Sinbad : La Légende des sept mers
- 2004 : Shrek 2
- 2005 : Madagascar

### Storyboardeur
- 1978-1981 : Le Muppet Show (4 épisodes)
- 1981 : La Grande Aventure des Muppets
- 1982 : Dark Crystal
- 1986 : Labyrinthe
- 1986 : La Petite Boutique des horreurs
- 1986 : A Winter Story
- 1987 : The Easter Egg
- 1987 : Inner Tube
- 1988-1991 : Comte Mordicus (13 épisodes)
- 1990 : The Dreamstone
- 1994-2000 : The Moxy Pirate Show
- 1995 : Félix le Chat (1 épisode)
- 1995-2000 : The Moxy Show
- 1996 : James et la Pêche géante
- 1998 : Les Merveilleuses Aventures de Crysta
- 2004 : Le Roi de Las Vegas